# Wangenried
Wangenried é uma comuna da Suíça, situada no distrito administrativo de Alta Argóvia, no cantão de Berna. Tem 2,91 km² de área e sua população em 2018 foi estimada em 426 habitantes.